# Lara Aharonian
Lara Aharonian (en arménien : Լարա Ահարոնյան), née en 1972 à Beyrouth et établie d'abord à Montréal puis depuis 2003 en Arménie, est une militante féministe,. Elle est diplômée en psychologie et en sciences de l'éducation de l'université de Montréal. Elle est la fondatrice et la directrice du Women’s Resource Center of Armenia (WRCA) basé à Erevan.
Elle milite notamment pour l'évolution du statut des jeunes filles arméniennes au sein de la cellule familiale, souvent réduit à celui de « seconde mère » ainsi que contre l'avortement sélectif des filles comme dans la région de Gegharkunik (dans les années 2010 : plus de 125 naissances de garçons pour 100 naissances de filles). 

## Distinction
- En 2014, elle reçoit la distinction Woman of Courage des mains de Kathy Leach, l'ambassadrice britannique en Arménie[4].